# Hiroshi Teshigahara
Hiroshi Teshigahara (勅使河原 宏, født 28. januar 1927 i Tokyo, død 14. april 2001 smst.) var en japan filminstruktør, der er bedst kendt for Kvinden i sandet fra 1964. Han er blevet betegnet som "en af de mest roste japanske filminstruktører gennem tiden", og han var den første asiatiske instruktør, der blev nomineret til en Oscar for bedste instruktør (1964 for Kvinden i sandet).
Ud over at være filminstruktør praktiserede han også andre kunstformer, heriblandt kalligrafi, malerkunst, operadirektion og ikebana.

## Karriere
Teshigahara var søn af Sōfū Teshigahara, grundlægger af en skole inden for ikebana. Efter at have taget sin eksamen fra det nationale universitet for kunst i 1950 begyndte han at arbejde med dokumentarfilm. Hans første spillefilm, Pitfall, havde premiere i 1962 og blev lavet i samarbejde med forfatteren Kōbō Abe og musikeren Toru Takemitsu, som blev faste samarbejdspartnere op gennem 1960'erne. Samtidig med filmkarrieren dyrkede han også ikebana og pottemagerkunst på professionelt niveau.
I 1965 blev Kvinden i sandet nomineret til en Oscar for bedste fremmedsprogede film og vandt specialprisen ved filmfestivalen i Cannes. I 1972 lavede han filmen Summer Soldiers om en amerikansk soldat, der var udstationeret i Japan, men deserterede for at undgå at blive sendt til Vietnam, og derved satte han spørgsmålstegn ved USA's involvering i krigen i dette land. Filmen blev ikke nogen succes, og Teshigahara koncentrerede sig derpå om sine andre kunstneriske former. I 1980 overtog han efter sin fars død ledelsen af den ikebana-skole, hans far havde oprettet, men han slap ikke helt filmmediet og lavede blandt andet en dokumentarfilm om den catalanske arkitekt, Antoni Gaudí. Han instruerede yderligere et par film.